# Trà (họ)
Họ Trà là một họ của người Việt Nam. Họ Trà rất hiếm có, thường có trong các cộng đồng người Chăm và người Kinh .

## Những người họ Trà có danh tiếng
| Họ tên        | Sinh thời | Dân tộc | Hoạt động                                                            |
| ------------- | --------- | ------- | -------------------------------------------------------------------- |
| Trà Ngọc Hằng | 1990-...  |         | Ca sỹ, người mẫu, đạt Top 10 Siêu mẫu Việt Nam 2010, quê tỉnh Cà Mau |
| Trà Ngọc      | 1994-...  |         | Diễn viên hài Việt Nam                                               |
|               |           |         |                                                                      |